# 帕苏尔
帕苏尔（Pasur），是印度泰米尔纳德邦Erode县的一个城镇。总人口3852（2001年）。

## 人口
该地2001年总人口3852人，其中男性1978人，女性1874人；0—6岁人口295人，其中男133人，女162人；识字率56.49%，其中男性为65.37%，女性为47.12%。